# Herbert Blau
Herbert Blau (* 3. Mai 1926 in Brooklyn, New York City; † 3. Mai 2013 in Seattle, Washington) war ein US-amerikanischer Theaterregisseur und Autor.

## Leben und Wirken
Herbert Blau kam am 3. Mai 1926 in Brooklyn zu Welt. Sein Vater war Klempner von Beruf.
1947 machte Herbert Blau seinen Bachelor-Abschluss an der New York University in Chemieingenieurwesen. Da er in der Schule für die Schülerzeitung schrieb entschied er sich die Richtung zu wechseln und Bühnendichter zu werden. Außerdem schrieb er bereits im Studium Theaterstücke, mit denen er sich an Yale und Stanford bewarb. Beide Universitäten boten ihm Stipendien an. An der Stanford University machte er entsprechend zwei weitere Abschlüsse, 1949 einen Master in Schauspiel und 1954 einen Doktor in amerikanischer und englischer Literatur. Außerdem heiratete er die Schauspielerin Beatrice Manley.
Zusammen mit Jules Irving, einem Professor der San Francisco State University gründete Herbert Blau das Actor's Workshop in San Francisco (1952–1965), wo Künstler die Grenzen des kommerziellen Theaters durch anspruchsvolle experimentelle Theaterstücke ausreizen konnten.
1957 trat die Gruppe für die Insassen des Quentin State Gefängnisses auf und zeigten das Stück Warten auf Godot von Samuel Beckett.
Als Kodirektor des Repertory Theater im Lincoln Center in New York City (1965–1967) stellte Herbert dem amerikanischen Publikum das Avantgarde-Theater als einer der ersten Produktionen des Landes vor, bei dem Stücke von Samuel Beckett, Jean Genet, Bertolt Brecht und Harold Pinter gezeigt wurden.
1968 unterschrieb Herbert den Writers and Editors War Tax Protest und schwor, keine Steuern zu zahlen, um somit gegen den Vietnamkrieg zu protestieren.
Nachdem Herbert drei Jahre lang Dekan und Hochschulleiter der neu gestalteten California Institute of the Arts war, bildete er 1971 die experimentelle Gruppe KRAKEN, mit der er für ein Jahrzehnt anspruchsvolle Produktionen vorführte. Zwei Bücher die aus den Produktionen dieser Zeit entstanden, Take Up the Bodies: Theater at the Vanishing Point (University of Illinois Press, 1982) und Blooded Thought: Occasions of Theater (Performing Arts Journal Publications, 1982) erhielten den George Jean Nathan Award für Dramaturgische Kritik.
1980 ließ sich Herbert von seiner Frau scheiden. Sie hatten drei Kinder: Dick Blau, Tara Gwyneth Blau und Jonathan Blau. Herbert heiratete erneut, die Ehe blieb bis zu seinem Tod bestehen. Aus der zweiten Ehe geht eine Tochter hervor.
Zusätzlich zum Theater hat Herbert die Themen der Literatur, der bildenden Kunst, der Mode, der Postmoderne und der Politik aufgegriffen.
Die California Institute of the Arts (CalArts) verlieh Herbert Blau im Mai 2008 einen ehrenamtlichen Doktortitel der Geisteswissenschaften.
Herbert Blau starb an seinem 87. Geburtstag den 3. Mai 2013 in Seattle an Krebs.